# Демидовский район (Смоленская область)
Деми́довский райо́н — административно-территориальная единица (район) и муниципальное образование (муниципальный район) на северо-западе Смоленской области России.
Административный центр — город Демидов.

## География
Район расположен на северо-западе области. Граничит на севере с Тверской областью, на северо-западе с Велижским районом, на юго-западе и западе с Руднянским районом, на юге со Смоленским районом, на востоке с Духовщинским районом Смоленской области.
В юго-восточной части района находится окраина Духовщинской возвышенности. В северо-восточной части — Ельшанско-Свитская низина. По территории района протекает несколько рек: Каспля, Вятша, Половья, Борожанка, Ельша, Ольша. На территории также много озёр: Сапшо, Дго, Баклановское, Рытое, Петровское (Лососно), Чистик, Лошамье, Мутное, Дивинское, Акатовское, Щучье.
Почвы в районе песчано-суглинистые дерново-слабо- и среднеподзолистые, в понижениях фон составляют полуболотные дерново-подзолисто-глеевые, торфяно-подзолисто-глеевые и торфяные. Леса занимают 58,4 % территории.

## История
Демидов (до 1918 года Поречье) — город, расположенный в 98 км к северу от Смоленска, на месте слияния рек Каспля и Гобза, где в IX—XI веках проходила северная ветвь пути «из варяг в греки». Позднее, в XII-XIV веках — водный путь в прибалтийские города. Первое письменное сообщение о сельском поселении Поречье («место у реки») относится к XV веку[2]. В 1609 году упоминается как центр Поречского стана в росписи боярина Шеина о сборе даточных людей.
В 1723 году по Указу Петра 1 в селе Поречье была основана Поречская пристань. До 1763 года здесь существовал монетный двор.
В 1776 году по Указу императрицы Екатерины II дворцовому селу Поречье был присвоен статус города и уездного центра. В его честь был учрежден герб. Изображенная на гербе серебряная река со стрелой вдоль течения символизирует движение грузов: Поречье издавна снабжало самыми разными грузами северо-западные земли, Прибалтику.
20 декабря 1918 года Поречский уезд был переименован в Демидовский. Демидовский район был окончательно образован в 1929 году на территории бывших Демидовского и Духовщинского уездов Смоленской губернии.
25 марта 1961 года к Демидовскому району был присоединён Слободской район.

## Население
| 2002    | 2005    | 2009    | 2010    | 2011    | 2012    | 2013    | 2014    | 2015    |
| ------- | ------- | ------- | ------- | ------- | ------- | ------- | ------- | ------- |
| 18 167  | ↘16 776 | ↘15 282 | ↘14 342 | ↘13 929 | ↘13 488 | ↘13 033 | ↘12 637 | ↘12 310 |
| 2016    | 2017    | 2018    | 2019    | 2020    | 2021    | 2024    |         |         |
| ↘11 976 | ↘11 638 | ↘11 448 | ↘11 244 | ↘11 117 | ↘10 974 | ↘10 717 |         |         |

### Урбанизация
В городских условиях (город Демидов и пгт Пржевальское) проживают 69,57 % населения района.

### Национальный состав
По итогам переписи населения 2020 года проживали следующие национальности (национальности менее 0,1 % и другое, см. в сноске к строке «Другие»):
| Национальность | Численность, чел. | Доля     |
| -------------- | ----------------- | -------- |
| Русские        | 10 207            | 93,01 %  |
| Белорусы       | 63                | 0,57 %   |
| Украинцы       | 46                | 0,42 %   |
| Таджики        | 25                | 0,23 %   |
| Армяне         | 15                | 0,14 %   |
| Узбеки         | 11                | 0,10 %   |
| Другие         | 607               | 5,53 %   |
| Итого          | 10 974            | 100,00 % |

## Муниципально-территориальное устройство
В муниципальный район входят 6 муниципальных образований, в том числе 2 городских поселения и 4 сельских поселений:
| № | Муниципальное образование        | Административный центр | Количество населённых пунктов | Население (чел.) | Площадь (км²) |
| - | -------------------------------- | ---------------------- | ----------------------------- | ---------------- | ------------- |
| 1 | Демидовское городское поселение  | город Демидов          | 5                             | ↘6358            | 79,00         |
| 2 | Пржевальское городское поселение | пгт Пржевальское       | 1                             | ↘1195            | 11,29         |
| 3 | Борковское сельское поселение    | деревня Жеруны         | 28                            | ↘190             | 462,17        |
| 4 | Заборьевское сельское поселение  | деревня Заборье        | 81                            | ↘1255            |               |
| 5 | Слободское сельское поселение    | деревня Старый Двор    | 24                            | ↘120             | 214,93        |
| 6 | Титовщинское сельское поселение  | деревня Титовщина      | 94                            | ↗1728            |               |

Законом Смоленской области от 28 мая 2015 года были упразднены сельские поселения: Баклановское, Воробьёвское, Закустищенское и Карцевское сельские поселения (все их населённые пункты включены в Заборьевское сельское поселение), а также Бородинское, Дубровское, Жичицкое, Закрутское, Пересудовское, Полуяновское и Шаповское сельские поселения (все их населённые пункты включены в Титовщинское сельское поселение).

### Населённые пункты
В Демидовском районе 233 населённых пункта, в том числе 2 городских населённых пункта (город Демидов и посёлок городского типа Пржевальское) и 231 сельский населённый пункт.
| №   | Населённый пункт    | Тип     | Население | Муниципальное образование        |
| --- | ------------------- | ------- | --------- | -------------------------------- |
| 1   | Демидов             | город   | ↘6261     | Демидовское городское поселение  |
| 2   | Пржевальское        | пгт     | ↘1195     | Пржевальское городское поселение |
| 3   | Агеевщина           | деревня | 30        | Слободское сельское поселение    |
| 4   | Акатово             | деревня | 18        | Титовщинское сельское поселение  |
| 5   | Алексино            | деревня | 3         | Заборьевское сельское поселение  |
| 6   | Андреево            | деревня | 41        | Титовщинское сельское поселение  |
| 7   | Аносинки            | деревня | 14        | Заборьевское сельское поселение  |
| 8   | Бакланово           | деревня | 136       | Заборьевское сельское поселение  |
| 9   | Бахово              | деревня | 1         | Слободское сельское поселение    |
| 10  | Башки               | деревня | 14        | Титовщинское сельское поселение  |
| 11  | Беленькие           | деревня | 12        | Заборьевское сельское поселение  |
| 12  | Бель                | деревня | 2         | Заборьевское сельское поселение  |
| 13  | Беляны              | деревня | 0         | Заборьевское сельское поселение  |
| 14  | Березуги            | деревня | 16        | Слободское сельское поселение    |
| 15  | Большое Аретово     | деревня | 27        | Титовщинское сельское поселение  |
| 16  | Большое Закустище   | деревня | 4         | Заборьевское сельское поселение  |
| 17  | Бордуково           | деревня | 0         | Титовщинское сельское поселение  |
| 18  | Борисенки           | деревня | 13        | Титовщинское сельское поселение  |
| 19  | Борки               | деревня | 11        | Борковское сельское поселение    |
| 20  | Боровики            | деревня | 5         | Заборьевское сельское поселение  |
| 21  | Боровики            | деревня | 8         | Титовщинское сельское поселение  |
| 22  | Борода              | деревня | 173       | Титовщинское сельское поселение  |
| 23  | Борок               | деревня | 0         | Титовщинское сельское поселение  |
| 24  | Боталово            | деревня | 27        | Заборьевское сельское поселение  |
| 25  | Боярщина            | деревня | 4         | Титовщинское сельское поселение  |
| 26  | Боярщина            | деревня | 87        | Титовщинское сельское поселение  |
| 27  | Боярщина            | деревня | 11        | Титовщинское сельское поселение  |
| 28  | Брюковщина          | деревня | 4         | Титовщинское сельское поселение  |
| 29  | Буболево            | деревня | 12        | Заборьевское сельское поселение  |
| 30  | Булохи              | деревня | 9         | Слободское сельское поселение    |
| 31  | Булыжа              | деревня | 0         | Заборьевское сельское поселение  |
| 32  | Бурлыгино           | деревня | 36        | Титовщинское сельское поселение  |
| 33  | Варнавино           | деревня | 2         | Титовщинское сельское поселение  |
| 34  | Васьковщина         | деревня | 0         | Титовщинское сельское поселение  |
| 35  | Веретея             | деревня | 0         | Титовщинское сельское поселение  |
| 36  | Верхнее Хотяково    | деревня | 26        | Титовщинское сельское поселение  |
| 37  | Верхние Луги        | деревня | 9         | Заборьевское сельское поселение  |
| 38  | Верхние Моховичи    | деревня | 289       | Заборьевское сельское поселение  |
| 39  | Вишнёвка            | деревня | 3         | Заборьевское сельское поселение  |
| 40  | Водяны              | деревня | 1         | Заборьевское сельское поселение  |
| 41  | Воробьи             | деревня | 22        | Заборьевское сельское поселение  |
| 42  | Воробьи             | посёлок | 11        | Заборьевское сельское поселение  |
| 43  | Выставка            | деревня | 3         | Заборьевское сельское поселение  |
| 44  | Вятша               | деревня | 3         | Заборьевское сельское поселение  |
| 45  | Гласково            | деревня | 28        | Слободское сельское поселение    |
| 46  | Гончарово           | деревня | 10        | Борковское сельское поселение    |
| 47  | Городец             | деревня | 11        | Заборьевское сельское поселение  |
| 48  | Городище            | деревня | 15        | Заборьевское сельское поселение  |
| 49  | Городная            | деревня | 0         | Титовщинское сельское поселение  |
| 50  | Гуки                | деревня | 1         | Слободское сельское поселение    |
| 51  | Гуры                | деревня | 1         | Титовщинское сельское поселение  |
| 52  | Дворище             | деревня | 0         | Титовщинское сельское поселение  |
| 53  | Деденки             | деревня | 2         | Титовщинское сельское поселение  |
| 54  | Диво                | деревня | 63        | Титовщинское сельское поселение  |
| 55  | Добрино             | деревня | 6         | Заборьевское сельское поселение  |
| 56  | Дроково             | деревня | 7         | Титовщинское сельское поселение  |
| 57  | Дубаши              | деревня | 7         | Титовщинское сельское поселение  |
| 58  | Дубиное             | деревня | 0         | Слободское сельское поселение    |
| 59  | Дубровка            | деревня | 296       | Титовщинское сельское поселение  |
| 60  | Дуброво             | деревня | 0         | Титовщинское сельское поселение  |
| 61  | Дятловщина          | деревня | 0         | Борковское сельское поселение    |
| 62  | Евсеевка            | деревня | 48        | Борковское сельское поселение    |
| 63  | Елисеенки           | деревня | 1         | Заборьевское сельское поселение  |
| 64  | Еськово             | деревня | 1         | Демидовское городское поселение  |
| 65  | Желюхово            | деревня | 0         | Слободское сельское поселение    |
| 66  | Жеруны              | деревня | 63        | Борковское сельское поселение    |
| 67  | Жичицы              | деревня | 168       | Титовщинское сельское поселение  |
| 68  | Жугино              | деревня | 4         | Заборьевское сельское поселение  |
| 69  | Жуково              | деревня | 0         | Борковское сельское поселение    |
| 70  | Жуковщина           | деревня | 0         | Заборьевское сельское поселение  |
| 71  | Журавинница         | деревня | 0         | Борковское сельское поселение    |
| 72  | Заболотье           | деревня | 10        | Титовщинское сельское поселение  |
| 73  | Заборье             | деревня | 369       | Заборьевское сельское поселение  |
| 74  | Завилье             | деревня | 10        | Заборьевское сельское поселение  |
| 75  | Заики               | деревня | 6         | Титовщинское сельское поселение  |
| 76  | Закрутье            | деревня | 153       | Титовщинское сельское поселение  |
| 77  | Залесье             | деревня | 9         | Титовщинское сельское поселение  |
| 78  | Зальнево            | деревня | 0         | Заборьевское сельское поселение  |
| 79  | Замощье             | деревня | 0         | Титовщинское сельское поселение  |
| 80  | Заозерье            | деревня | 1         | Заборьевское сельское поселение  |
| 81  | Заручевье           | деревня | 0         | Борковское сельское поселение    |
| 82  | Здвиженки           | деревня | 0         | Заборьевское сельское поселение  |
| 83  | Земцово             | деревня | 12        | Борковское сельское поселение    |
| 84  | Иваново             | деревня | 0         | Титовщинское сельское поселение  |
| 85  | Ивашнево            | деревня | 3         | Заборьевское сельское поселение  |
| 86  | Игнатенки           | деревня | 0         | Заборьевское сельское поселение  |
| 87  | Исаково             | деревня | 7         | Демидовское городское поселение  |
| 88  | Каменка             | деревня | 0         | Заборьевское сельское поселение  |
| 89  | Карцево             | деревня | 5         | Заборьевское сельское поселение  |
| 90  | Кашкурино           | деревня | 9         | Титовщинское сельское поселение  |
| 91  | Кировка             | деревня | 88        | Слободское сельское поселение    |
| 92  | Кисляки             | деревня | 13        | Титовщинское сельское поселение  |
| 93  | Климяты             | деревня | 5         | Слободское сельское поселение    |
| 94  | Клин                | деревня | 0         | Слободское сельское поселение    |
| 95  | Ключ                | деревня | 0         | Заборьевское сельское поселение  |
| 96  | Кобызи              | деревня | 2         | Титовщинское сельское поселение  |
| 97  | Ковширы             | деревня | 0         | Заборьевское сельское поселение  |
| 98  | Козеевщина          | деревня | 2         | Борковское сельское поселение    |
| 99  | Козюли              | деревня | 14        | Заборьевское сельское поселение  |
| 100 | Копанево            | деревня | 31        | Заборьевское сельское поселение  |
| 101 | Копосино            | деревня | 1         | Титовщинское сельское поселение  |
| 102 | Корево              | деревня | 45        | Заборьевское сельское поселение  |
| 103 | Корнеево            | деревня | 28        | Заборьевское сельское поселение  |
| 104 | Космовское          | деревня | 3         | Заборьевское сельское поселение  |
| 105 | Котовщина           | деревня | 2         | Титовщинское сельское поселение  |
| 106 | Коты                | деревня | 4         | Заборьевское сельское поселение  |
| 107 | Краськи             | деревня | 5         | Титовщинское сельское поселение  |
| 108 | Крупенино           | деревня | 2         | Титовщинское сельское поселение  |
| 109 | Крутели             | деревня | 16        | Заборьевское сельское поселение  |
| 110 | Крюк                | деревня | 25        | Борковское сельское поселение    |
| 111 | Ксты                | деревня | 0         | Заборьевское сельское поселение  |
| 112 | Кулеши              | деревня | 0         | Титовщинское сельское поселение  |
| 113 | Куминово            | деревня | 28        | Заборьевское сельское поселение  |
| 114 | Курилы              | деревня | 0         | Слободское сельское поселение    |
| 115 | Кутино              | деревня | 0         | Борковское сельское поселение    |
| 116 | Ласьки              | деревня | 2         | Титовщинское сельское поселение  |
| 117 | Лесной              | посёлок | 75        | Борковское сельское поселение    |
| 118 | Лехонов-Бор         | деревня | 2         | Титовщинское сельское поселение  |
| 119 | Лобаново            | деревня | 5         | Заборьевское сельское поселение  |
| 120 | Лопаты              | деревня | 4         | Борковское сельское поселение    |
| 121 | Лужок               | деревня | 28        | Заборьевское сельское поселение  |
| 122 | Лукашово            | деревня | 1         | Титовщинское сельское поселение  |
| 123 | Маклаково           | деревня | 6         | Заборьевское сельское поселение  |
| 124 | Максименки          | деревня | 0         | Борковское сельское поселение    |
| 125 | Максимово           | деревня | 63        | Титовщинское сельское поселение  |
| 126 | Макунино            | деревня | 9         | Титовщинское сельское поселение  |
| 127 | Малое Аретово       | деревня | 63        | Титовщинское сельское поселение  |
| 128 | Малое Закустище     | деревня | 2         | Заборьевское сельское поселение  |
| 129 | Манихи              | деревня | 11        | Титовщинское сельское поселение  |
| 130 | Матюшино            | деревня | 10        | Борковское сельское поселение    |
| 131 | Медведки            | деревня | 131       | Демидовское городское поселение  |
| 132 | Мидюльки            | деревня | 3         | Титовщинское сельское поселение  |
| 133 | Минаки              | деревня | 9         | Титовщинское сельское поселение  |
| 134 | Митино              | деревня | 0         | Борковское сельское поселение    |
| 135 | Михайловское        | деревня | 133       | Заборьевское сельское поселение  |
| 136 | Михалево            | деревня | 0         | Титовщинское сельское поселение  |
| 137 | Мордашки            | деревня | 1         | Титовщинское сельское поселение  |
| 138 | Мочары              | деревня | 13        | Борковское сельское поселение    |
| 139 | Мыльнище            | деревня | 2         | Титовщинское сельское поселение  |
| 140 | Мякуры              | деревня | 26        | Борковское сельское поселение    |
| 141 | Нивы                | деревня | 2         | Борковское сельское поселение    |
| 142 | Нижнее Хотяково     | деревня | 1         | Титовщинское сельское поселение  |
| 143 | Нижние Луги         | деревня | 81        | Заборьевское сельское поселение  |
| 144 | Нижние Моховичи     | деревня | 10        | Заборьевское сельское поселение  |
| 145 | Низы                | деревня | 11        | Борковское сельское поселение    |
| 146 | Никасицы            | деревня | 13        | Заборьевское сельское поселение  |
| 147 | Никитенки           | деревня | 17        | Заборьевское сельское поселение  |
| 148 | Никитино            | деревня | 0         | Титовщинское сельское поселение  |
| 149 | Нихолажи            | деревня | 3         | Заборьевское сельское поселение  |
| 150 | Новое Пригарино     | деревня | 0         | Слободское сельское поселение    |
| 151 | Новоселье           | деревня | 5         | Титовщинское сельское поселение  |
| 152 | Новые Пересуды      | деревня | 9         | Титовщинское сельское поселение  |
| 153 | Няньковичи          | деревня | 1         | Титовщинское сельское поселение  |
| 154 | Оброк               | деревня | 4         | Титовщинское сельское поселение  |
| 155 | Ожогино             | деревня | 0         | Титовщинское сельское поселение  |
| 156 | Орлово              | деревня | 5         | Титовщинское сельское поселение  |
| 157 | Осипенки            | деревня | 0         | Титовщинское сельское поселение  |
| 158 | Павлюченки          | деревня | 0         | Слободское сельское поселение    |
| 159 | Паньково            | деревня | 1         | Титовщинское сельское поселение  |
| 160 | Парнево             | деревня | 0         | Слободское сельское поселение    |
| 161 | Пашино              | деревня | 4         | Титовщинское сельское поселение  |
| 162 | Переселье           | деревня | 30        | Заборьевское сельское поселение  |
| 163 | Петровское          | деревня | 5         | Заборьевское сельское поселение  |
| 164 | Петровское          | деревня | 20        | Заборьевское сельское поселение  |
| 165 | Петрочаты           | деревня | 0         | Борковское сельское поселение    |
| 166 | Плаи                | деревня | 0         | Заборьевское сельское поселение  |
| 167 | Побоище             | деревня | 6         | Заборьевское сельское поселение  |
| 168 | Поголка             | деревня | 19        | Слободское сельское поселение    |
| 169 | Подосинки           | посёлок | 161       | Борковское сельское поселение    |
| 170 | Покровское          | деревня | 36        | Заборьевское сельское поселение  |
| 171 | Половье             | деревня | 1         | Заборьевское сельское поселение  |
| 172 | Полуяново           | деревня | 13        | Титовщинское сельское поселение  |
| 173 | Поречье             | деревня | 0         | Титовщинское сельское поселение  |
| 174 | Праники             | деревня | 13        | Заборьевское сельское поселение  |
| 175 | Приставки           | деревня | 6         | Слободское сельское поселение    |
| 176 | Протокина Гора      | деревня | 22        | Слободское сельское поселение    |
| 177 | Рассумаки           | деревня | 13        | Заборьевское сельское поселение  |
| 178 | Рудня               | деревня | 10        | Слободское сельское поселение    |
| 179 | Рыковщина           | деревня | 16        | Заборьевское сельское поселение  |
| 180 | Савино              | деревня | 1         | Титовщинское сельское поселение  |
| 181 | Саки                | деревня | 1         | Заборьевское сельское поселение  |
| 182 | Свистовичи          | деревня | 9         | Титовщинское сельское поселение  |
| 183 | Селивоново          | деревня | 0         | Заборьевское сельское поселение  |
| 184 | Сельцо              | деревня | 14        | Титовщинское сельское поселение  |
| 185 | Семёновка           | деревня | 1         | Титовщинское сельское поселение  |
| 186 | Семешки             | деревня | 0         | Слободское сельское поселение    |
| 187 | Сенино              | деревня | 0         | Титовщинское сельское поселение  |
| 188 | Сеньково            | деревня | 3         | Титовщинское сельское поселение  |
| 189 | Сеньково-Луг        | деревня | 2         | Титовщинское сельское поселение  |
| 190 | Синяки              | деревня | 14        | Заборьевское сельское поселение  |
| 191 | Скугрево            | деревня | 4         | Титовщинское сельское поселение  |
| 192 | Слобода             | деревня | 0         | Титовщинское сельское поселение  |
| 193 | Сокорево            | деревня | 3         | Заборьевское сельское поселение  |
| 194 | Стабна              | деревня | 1         | Борковское сельское поселение    |
| 195 | Старина             | деревня | 0         | Титовщинское сельское поселение  |
| 196 | Старины             | деревня | 3         | Титовщинское сельское поселение  |
| 197 | Старые Пересуды     | деревня | 2         | Титовщинское сельское поселение  |
| 198 | Старый Двор         | деревня | 44        | Слободское сельское поселение    |
| 199 | Степаново           | деревня | 6         | Титовщинское сельское поселение  |
| 200 | Степурино           | деревня | 1         | Слободское сельское поселение    |
| 201 | Сырицы              | деревня | 39        | Титовщинское сельское поселение  |
| 202 | Таковное            | деревня | 4         | Заборьевское сельское поселение  |
| 203 | Тверды              | деревня | 1         | Заборьевское сельское поселение  |
| 204 | Терешины            | деревня | 10        | Демидовское городское поселение  |
| 205 | Тиновка             | деревня | 0         | Заборьевское сельское поселение  |
| 206 | Титовщина           | деревня | 185       | Титовщинское сельское поселение  |
| 207 | Толкуны             | деревня | 27        | Титовщинское сельское поселение  |
| 208 | Троицкое            | деревня | 0         | Заборьевское сельское поселение  |
| 209 | Тюпина-Нива         | деревня | 67        | Титовщинское сельское поселение  |
| 210 | Угоры               | деревня | 13        | Титовщинское сельское поселение  |
| 211 | Устиново            | деревня | 5         | Заборьевское сельское поселение  |
| 212 | Филимоново          | деревня | 4         | Титовщинское сельское поселение  |
| 213 | Фошня               | деревня | 3         | Титовщинское сельское поселение  |
| 214 | Холм                | деревня | 235       | Заборьевское сельское поселение  |
| 215 | Холм                | деревня | 59        | Титовщинское сельское поселение  |
| 216 | Хомяки              | деревня | 5         | Заборьевское сельское поселение  |
| 217 | Хотеево             | деревня | 30        | Титовщинское сельское поселение  |
| 218 | Центральная Усадьба | деревня | 111       | Титовщинское сельское поселение  |
| 219 | Цыбульки            | деревня | 7         | Борковское сельское поселение    |
| 220 | Чижаки              | деревня | 0         | Слободское сельское поселение    |
| 221 | Шапы                | деревня | 164       | Титовщинское сельское поселение  |
| 222 | Шашуты              | деревня | 0         | Заборьевское сельское поселение  |
| 223 | Шевелево            | деревня | 0         | Слободское сельское поселение    |
| 224 | Шелуганово          | деревня | 5         | Титовщинское сельское поселение  |
| 225 | Шестерни            | деревня | 0         | Борковское сельское поселение    |
| 226 | Шишково             | деревня | 0         | Борковское сельское поселение    |
| 227 | Шугайлово           | деревня | 5         | Заборьевское сельское поселение  |
| 228 | Шусты               | деревня | 0         | Заборьевское сельское поселение  |
| 229 | Щеткино             | деревня | 10        | Титовщинское сельское поселение  |
| 230 | Щукино              | деревня | 9         | Заборьевское сельское поселение  |
| 231 | Юдино               | деревня | 5         | Борковское сельское поселение    |
| 232 | Юшково              | деревня | 46        | Титовщинское сельское поселение  |
| 233 | Ярилово             | деревня | 1         | Заборьевское сельское поселение  |

Упразднённые населенные пункты:
- 2001 г. - Галиски, Дегти, Дедово, Ельша, Замошье (Заборьевское с/п), Осипово, Старое Пригарино, Чёрная Грязь, Щеглы[25];
- 2003 г. - Гаврюси, Горка, Городец (Борковский с/п), Дубье, Починок, Урганы, Харшава[26];
- 2009 г. - Канава, Савенки[27].

## Экономика и инвестиции
Основными отраслями промышленного производства в районе являются сельское хозяйство, текстильное производство, производство пищевых продуктов.
Текстильное производство в районе представлено следующими предприятиями: ООО «Фабрика Шарм» (производство верхней трикотажной одежды), ООО «Форма» (производство спец. одежды), ООО «Новое Поречье» (производство бюстгальтеров, поясов, корсетов и аналогичных изделий и их частей из любого текстильного материала, включая трикотажные и вязаные).
Пищевая промышленность представлена ПО «Хлебокомбинат», ЗАО «Демидовский завод минеральных вод» и Цех по переработке молока.
На территории муниципального образования «Демидовский район»  Смоленской области так же действует 2 предприятия лесного хозяйства (Демидовский филиал ОГУП «Смоленсклес»; Демидовское лесничество — филиал ОГКУ «Смолупрлес»), 1  предприятие строительства (ООО «БИС») и 9  сельскохозяйственных организаций и фермерских хозяйств.
Инвестиции:
За 2018 год отгружено товаров собственного производства, выполнено работ, и услуг собственными силами по чистому виду деятельности крупными организациями и субъектами среднего производства на сумму 264647 тыс. рублей (119,6% к 2017 г).
Объём отгруженных товаров, выполненных работ и услуг по крупным и средним предприятиям обрабатывающего производства составил 34752 тыс. руб., (133,1% к 2017 году).
За 2018 год в объем инвестиций в основной капитал составил 42448 тыс. руб., из них по малым предприятиям объем инвестиций – 10817 тыс. руб. (25,5%), по субъектам не относящихся к субъектам малого предпринимательства – 31631 тыс. руб. (74,5%).
По организациям, не относящимся к субъектам малого предпринимательства (по крупным и средним предприятиям) основной объем инвестиций:
- 17 282 тыс. руб. (54,6%) приходится на отрасль «Обеспечение электрической энергией, газом и паром, кондиционирование воздуха».
- 962 тыс. руб. (3%) приходится на отрасль «Водоснабжения; водоотведения, организация сбора и утилизации отходов, деятельность по ликвидации загрязнений».
- 3 302 тыс. руб. (10,4%) приходится на отрасль «Торговля оптовая и розничная; ремонт автотранспортных средств, мотоциклов»
- 786 тыс. руб.(2,5%) приходится на отрасль «Добыча полезных ископаемых»
- 82 тыс. руб. (0,26%) приходится на отрасль «Транспортировка и хранение»
- 4 710 тыс. руб. (14,9%) отрасль «Государственное управление и обеспечение военной безопасности; социальное обеспечение»
- 2 079 тыс. руб. (6,6%) приходится на отрасль «Образование»:
- 965 тыс. руб. (3 %) приходится на отрасль «Деятельность в области здравоохранения и социальных услуг»
- 553 тыс. руб.(1,7%) приходится на отрасль «Деятельность в области культуры, спорта, организации досуга и развлечений»
- 910 тыс. руб. (2,9%) приходится на отрасль «Предоставление прочих видов услуг».

## Наука, образование, культура и туризм
В 2018 году сеть муниципальных образовательных учреждений состояла из 10 школ (из них – 4 имеют дошкольные группы), 4 детских садов, 2 домов детского творчества и 1 детско-юношеской спортивной школы.
Образовательные услуги в районе предоставляют 10 школ: 5 средних, 5 основных. Численность обучающихся в 2018 г. составила 1144 чел, выпускников – 46.
ВУЗов на территории Демидовского района нет.
На территории муниципального образования действует централизованная клубная система, объединяющая 11 сельских домов культуры. В 2018 году в учреждениях культуры клубного типа успешно работали 135 клубных формирования. Проведено 2727 мероприятий, которые посетили 174449 человек.
В числе наиболее значимых мероприятий, прошедших в 2018 году, следует отметить участие коллективов в следующих мероприятиях: в областном конкурсе исполнителей эстрадной песни «Голоса XXI века», областном смотре-конкурсе детского и юношеского творчества «Радуга талантов», областном конкурсе профессионального мастерства работников культурно-досуговых учреждений «Люблю свою профессию!», областном празднике «Играй и пой, гармонь Смоленская», областном конкурсе хоров и вокальных ансамблей «Поет село родное!», областном конкурсе ведущих игровых программ «Затея 2018».
В северной части Демидовского и частично Духовщинского района находится Национальный парк «Смоленское Поозерье». Территория парка обладает значительным потенциалом для развития туризма. Местные природные ландшафты уникальны, их яркая особенность — большая изрезанность береговой линии оврагами, покрытыми хвойными и лиственными лесами.
На территории парка чистота воды рек и своеобразный гидрологический режим способствуют развитию водного туризма и отдыха у воды. Особо популярны на территории парка  велотуризм и водный туризм, рыбалка, кемпинг, семейный отдых.

## Транспорт
По территории Демидовского района проходит 335,93 км дорог между населенными пунктами. Протяженность областных дорог, входящих в границы муниципального района составляет 350,56 км.
Протяженность дорог внутри населенных пунктов составляет 233,45 км.
Общая протяженность автомобильных дорог по городским и сельским поселениям муниципального образования «Демидовский район» Смоленской области  составляет 919,94 км.
По территории муниципального района проходит региональная трасса Р133 Ольша – Невель, соединяя между собой две большие трассы М1 «Беларусь» и автотрассу М20 «Псков». Общая протяженность трассы равна 209 км.[1]
Общественный транспорт представлен автобусами и маршрутными такси.
С автовокзала города автобусы отправляются в Смоленск, Великие Луки, Касплю, Велиж, Усвяты, Глазуново.

## Достопримечательности
- Национальный парк «Смоленское поозерье»;
- Памятник Юрию Никулину;
- Дом-усадьба Юрия Никулина;
- Собор Успения Пресвятой Богородицы;
- Церковь Покрова Пресвятой Богородицы;
- Церковь Благовещения Пресвятой Богородицы;
- Демидовский историко-краеведческий музей;
- Мемориальный комплекс «Журавли»;
- «Поле памяти, поле скорби». Первые захоронения останков советских солдат, найденные поисковыми отрядами «Долг» и «Феникс»;
- Обелиск на центральной площади советским воинам, освободившим город от немецко-фашистских захватчиков 21 сентября 1943 года;
- Танк Т-34 на западной окраине города. Поставлен в честь воинов 43-й армии, освободившей 21 сентября 1943 года г. Демидов от немецко-фашистских захватчиков;
- Памятник советским патриотам, зверски замученным и расстрелянным немецко-фашистскими оккупантами в 1941—1943 годах

## Люди связанные с районом

### Известные личности
- Ковалёв, Александр Устинович — полный кавалер Ордена Славы (село Заборье)

### Герои Советского Союза
- Борисов, Николай Борисович (деревня Чёрная Грязь)
- Гусев, Иван Андреевич (село Луги)
- Киселёв, Николай Давыдович (деревня Кармановка)
- Кондратенко, Петр Егорович (деревня Ожогино)
- Кузнецов, Дмитрий Игнатьевич (деревня Варнавино)
- Кулешов, Иван Захарович (деревня Андреево)
- Хренов, Пётр Дмитриевич (деревня Сырицы)

### Герои Социалистического Труда
- Аверьянов, Иван Фёдорович (деревня Кисляки)
- Артюхов, Николай Иванович (деревня Манихи)
- Бурлаков, Иван Ефимович (деревня Хутынцы)
- Кревин, Валерий Петрович (деревня Заборье)
- Никулин, Юрий Владимирович (город Демидов)
- Софонова, Зоя Федоровна (деревня Зальнево)
- Терехов, Виктор Никитович (деревня Жуковщина)